# Palacagüina
Palacagüina è un comune del Nicaragua facente parte del dipartimento di Madriz.